# Manon Genest
Ne doit pas être confondu avec Manon Genêt.
Pour les articles homonymes, voir Genest.
Manon Genest, née le 29 décembre 1992 est une athlète handisport française, championne du monde de paratriathlon en 2016. En athlétisme, elle est sélectionnée pour les Jeux paralympiques d'été de 2020 au saut en longueur et remporte une médaille de bronze aux championnats du monde en 2023 ainsi qu’aux Jeux paralympiques d'été de 2024.

## Biographie
Sportive depuis son enfance à Châteauroux, pratiquant la natation au club des Enfants de Neptune à Châteauroux, puis au Nautic-Club castelroussin, elle commence la course à pied au lycée militaire de Saint-Cyr. À la suite d'un accident de la route en 2015 qui la rend partiellement hémiplégique du côté gauche, elle se lance dans la pratique du triathlon par défi, pour repousser ses limites. Licenciée au club Chessy Triathlon, elle devient en 2016 championne de France puis championne du monde de paratriathlon.
En octobre 2016, après avoir obtenu son diplôme d'ingénieure à l'INSA Centre Val de Loire, où elle était étudiante en alternance à Disneyland Paris, ainsi qu'un Trophée de l’Espoir du Comité départemental olympique et sportif de Seine-et-Marne, elle déménage à Lyon où elle travaille dans le domaine de la santé et sécurité au travail pour l'état-major des armées,. Elle accorde alors 15 à 20 heures par semaine à sa pratique sportive. Avec sa mère, elles remportent le Trophée « Mère-Filles » de La Parisienne de 2015 à 2017.
Après avoir remporté plusieurs compétitions de triathlon en 2016 et 2017, Manon Genest rejoint en janvier 2018 le Triathlon Club Châteauroux Métropole 36.
Pratiquant également l'athlétisme, elle devient notamment championne de France du 400 m en battant le record de France en 1 min 5 s 07,, et vice-championne du 200 m et du 400 m aux championnats d'Europe. Après avoir réalisé les minima lors des championnats du monde d'athlétisme handisport à Dubaï en 2019 où elle obtient la sixième place sur 400 mètres et la quatrième en saut en longueur avec 4,30 m, elle est sélectionnée pour les Jeux paralympiques de 2020.
En décembre 2019, elle est désignée étoile du sport de l'année. En 2020, elle est championne de France du 200 mètres et du saut en longueur dans sa catégorie. En juin 2021, elle obtient la médaille d'argent de l'épreuve du saut en longueur T37 aux championnats d'Europe d’athlétisme handisport à Bydgoszcz en Pologne, en battant son record personnel avec 4,51 m. Quinze jours plus tard, elle remporte une médaille de bronze au 100 m en battant son record avec 14 s 81 et une médaille d'or en saut en longueur aux championnats de France handisport en juin 2021 à Albi avec un saut à 4,43 m. Elle arrive quatrième aux Jeux paralympiques d'été de 2020, en août, avec un saut à 4,40 m.
Devenue mère d'une petite fille en 2022, elle rencontre des difficultés pour reprendre le sport de haut niveau après son accouchement et s'organise notamment pour concilier l'allaitement avec ses entrainements. Entraînée par Wilfried Krantz, elle devient championne de France du saut en longueur T37 en 2023 avec 4,42 m, sa meilleure performance de la saison, elle devient en juillet la première médaillée française des championnats du monde d'athlétisme handisport 2023 à Paris, en obtenant la médaille de bronze du saut en longueur T37, après avoir battu deux fois son record personnel, par un premier saut à 4,72 m puis un dernier à 4,76 m.
Qualifiée pour les épreuves de saut en longueur des Jeux paralympiques de Paris en 2024,, elle participe en octobre 2023 à un événement de promotion de ces Jeux aux côtés du président de la République Emmanuel Macron. Elle remporte le titre de championne de France T37 à Albi en juillet 2024 avec un saut à 4,59 m.
Le 1er septembre 2024, elle remporte la médaille de bronze du concours de saut en longueur T37 des Jeux paralympiques de Paris en 2024 en égalant la meilleure performance de sa saison, à 4,59 m.

## Palmarès

### Palmarès de paratriathlon
Le tableau présente les résultats les plus significatifs (podium) obtenus sur le circuit international de paratriathlon depuis 2016.
| Année | Compétition                                 | Pays     | Position      | Temps           |
| ----- | ------------------------------------------- | -------- | ------------- | --------------- |
| 2016  | Championnats du monde de paratriathlon PT3  | Pays-Bas | Médaille d'or | 1 h 20 min 0 s  |
| 2016  | Championnat d'Europe d'aquathlon PT3        | France   | Médaille d'or | 41 min 34 s     |
| 2016  | ITU World Paratriathlon Event PT3           | France   | Médaille d'or | 1 h 23 min 18 s |
| 2016  | ITU World Paratriathlon Event PT3           | Espagne  | Médaille d'or | 1 h 23 min 18 s |
| 2016  | Championnats de France de paratriathlon PT3 | France   | Médaille d'or | 1 h 9 min 4 s   |

### Palmarès d'athlétisme handisport
Le tableau présente les résultats les plus significatifs obtenus sur le circuit national et international,, d’athlétisme handisport depuis 2018.
| Année | Compétition                                           | Discipline           | Pays      | Position           | Temps ou longueur |
| ----- | ----------------------------------------------------- | -------------------- | --------- | ------------------ | ----------------- |
| 2018  | Championnats d'Europe d'athlétisme handisport         | 200 m T37            | Allemagne | Médaille d'argent  | 30 s 33           |
| 2018  | Championnats d'Europe d'athlétisme handisport         | 400 m T37            | Allemagne | Médaille d'argent  | 1 min 6 s 25      |
| 2018  | Championnats de France d'athlétisme handisport indoor | 400 m T37            | France    | Médaille d'or      | 1 min 6 s 82      |
| 2018  | Championnats de France d'athlétisme handisport indoor | 800 m T37            | France    | Médaille d'or      | 2 min 33 s 65     |
| 2019  | Championnats de France de cross-country handisport    | 3 km                 | France    | Médaille d'or      | 12 min 16 s       |
| 2019  | Championnats du monde d'athlétisme handisport 2019    | saut en longueur T37 | Dubaï     | 4                  | 4 m 30            |
| 2020  | Championnats de France d'athlétisme handisport indoor | 200 m T37            | France    | Médaille d'or      | 29 min 81 s       |
| 2020  | Championnats de France d'athlétisme handisport indoor | saut en longueur T37 | France    | Médaille d'or      | 4 m 24            |
| 2021  | Championnats d'Europe d'athlétisme handisport         | saut en longueur T37 | Pologne   | Médaille d'argent  | 4 m 51            |
| 2021  | Championnats de France d'athlétisme handisport        | saut en longueur T37 | France    | Médaille d'or      | 4 m 43            |
| 2021  | Championnats de France d'athlétisme handisport        | 100 m T37            | France    | Médaille de bronze | 14 s 81           |
| 2021  | Jeux paralympiques d'été de 2020                      | saut en longueur T37 | Japon     | 4                  | 4 m 40            |
| 2023  | Championnats de France d'athlétisme handisport        | saut en longueur T37 | France    | Médaille d'or      | 4 m 42            |
| 2023  | Championnats du monde d'athlétisme handisport 2023    | saut en longueur T37 | France    | Médaille de bronze | 4 m 76            |
| 2024  | Championnats de France d'athlétisme handisport        | saut en longueur T37 | France    | Médaille d'or      | 4 m 59            |
| 2024  | Jeux paralympiques                                    | saut en longueur T37 | France    | Médaille de bronze | 4 m 59            |

## Décorations
- Chevalier de l'ordre national du Mérite (2024)[41]